# Johnny Flynn
Joe (Johnny) Flynn (Johannesburg, 14 maart 1983) is een in Zuid-Afrika geboren Brits acteur en zanger. Hij is de zanger en songwriter van de band Johnny Flynn & The Sussex Wit. Als acteur werd hij vooral bekend met de hoofdrol van Dolf Wega in de speelfilm Kruistocht in spijkerbroek van Ben Sombogaart.

## Biografie
Flynn werd geboren in Johannesburg in Zuid-Afrika en is de zoon van Eric Flynn, acteur en zanger en Caroline Forbes. Uit een eerder huwelijk van zijn vader heeft hij twee oudere halfbroers Jerome Flynn en Daniel Flynn, eveneens acteur en een oudere zus Kerry Flynn, en van zijn vaders tweede huwelijk een jongere zus Lillie Flynn. Op de leeftijd van twee verhuisde hij met zijn familie naar het Verenigd Koninkrijk. Hij groeide op in een gezin waar theater een grote rol speelde. Als kind was Flynn meer geïnteresseerd in muziek dan in acteren. Na zijn middelbareschoolopleiding regisseerde hij een toneelstuk, en speelde bij het jeugdtheater. Daarna deed hij auditie en werd hij aangenomen op de Londense toneelschool. In 2005 speelde hij zijn eerste rol in een aflevering van de televisieserie Murder in Suburbia. In 2006 speelde Flynn de hoofdrol van de 15-jarige Dolf Vega (Dolf Wega in het boek) in de film Kruistocht in spijkerbroek. In 2008 verscheen zijn eerste album A Larum. In 2014 speelde hij "Dylan", een man die te horen krijgt dat hij Chlamydia heeft en daardoor terugblikt op alle 'relaties' met zijn vorige bedpartners, in de Netflix serie Lovesick. Op 1 januari 2018 zal Flynn wederom te zien zijn in het derde seizoen van Lovesick. In 2017 vertolkte hij de hoofdrol van de jonge Albert Einstein in de televisieserie Genius. Hiermee ontving hij een nominatie voor een Critics' Choice Award voor beste mannelijke bijrol in een televisiefilm of miniserie.

## Discografie

### Albums
- 2008: A Larum
- 2010: Been Listening
- 2012: A Film Score of a Bag of Hammers (soundtrack)
- 2013: Country Mile
- 2014: Live in Washington DC (livealbum)
- 2017: Sillion
- 2018: Live at the Roundhouse (livealbum)

### Singles
- 2007: The Box
- 2008: Brown Trout Blues
- 2008: Leftovers
- 2008: Tickle Me Pink
- 2010: Kentucky Pill
- 2010: Barnacled Warship
- 2010: The Water

## Filmografie

### Films
- 2006: Kruistocht in spijkerbroek als Dolf Vega
- 2011: Lotus Eaters als Charlie
- 2012: Après mai
- 2014: Song One als James Forester
- 2014: Clouds of Sils Maria als Christopher Giles
- 2016: Love Is Thicker Than Water als Arthur
- 2017: Beast als Pascal
- 2019: Cordelia als Frank
- 2020: Emma. als mr. Knightley
- 2020: Stardust als David Bowie
- 2021: The Dig als Rory Lomax
- 2021: Operation Mincemeat als Ian Fleming
- 2021: The Score als Mike
- 2022: The Outfit als Francis
- 2022: Scrooge: A Christmas Carol als Bob Cratchit (stem)
- 2023: One Life als Nicholas Winton

### Televisieseries
- 2005: Murder in Suburbia als Josh
- 2006: Holby City als Karl Massingham
- 2008: Kingdom als David Matthews
- 2014: Detectorists als Johnny Piper
- 2014–2018: Lovesick als Dylan
- 2015: Brotherhood als Toby
- 2016: The Nightmare Worlds of H.G. Wells als Alec Harringay
- 2017: Inside No. 9 als Elliot Quinn
- 2017: Genius (Seizoen 1: Einstein) als jonge Albert Einstein
- 2018: Genius (Seizoen 2: Picasso) als Alain Cuny
- 2018: Vanity Fair als William Dobbin
- 2018: Les Misérables als Felix Tholomyès
- 2024: Ripley als Dickie Greenleaf